# Thymianblättriges Nadelröschen
Das Thymianblättrige Nadelröschen (Fumana thymifolia) ist eine Pflanzenart aus der Gattung der Nadelröschen (Fumana) innerhalb der Familie der Zistrosengewächse (Cistaceae).

## Beschreibung

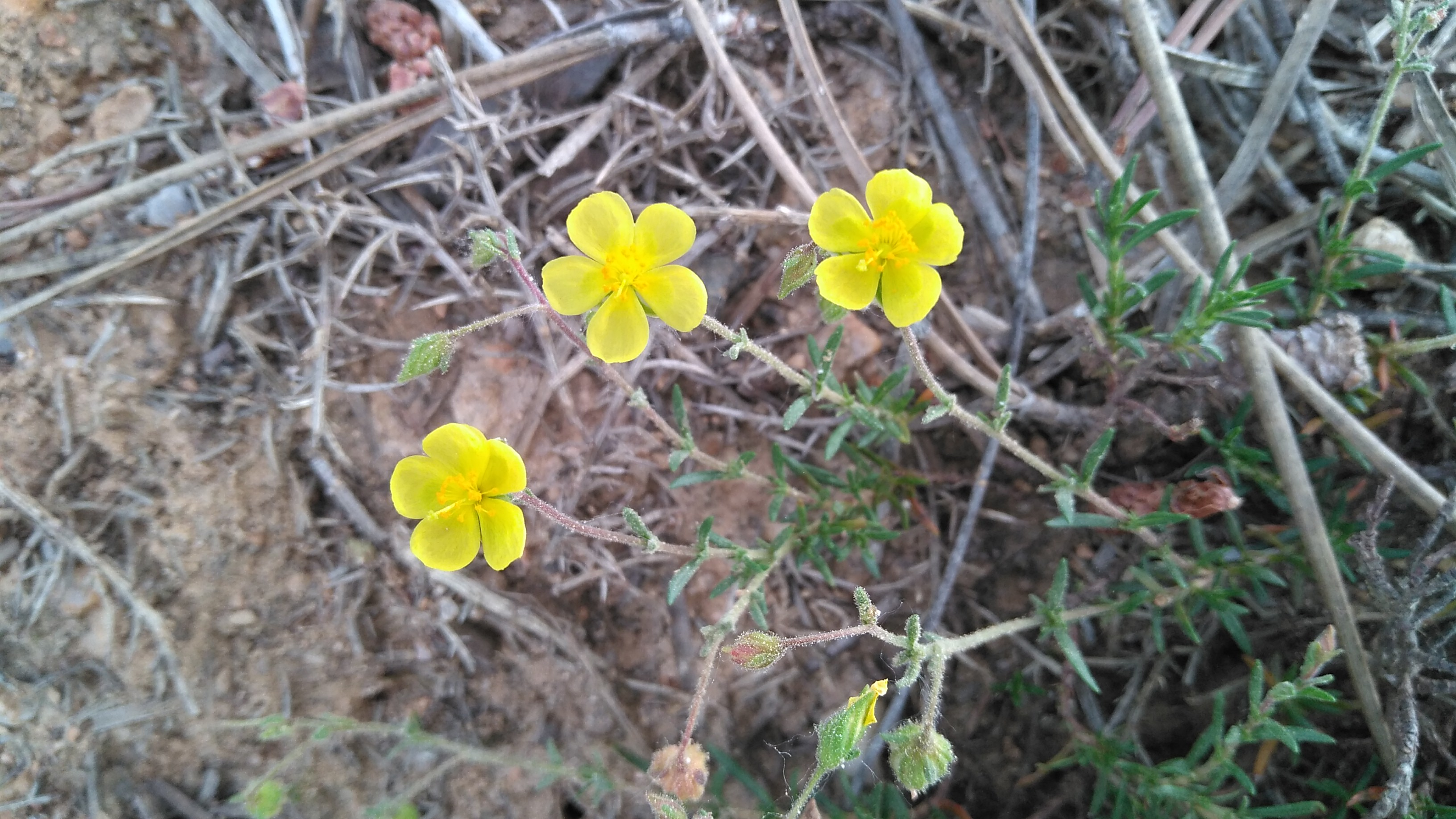
Radiärsymmetrische, fünfzählige Blüten

### Vegetative Merkmale
Das Thymianblättrige Nadelröschen ist ein Zwergstrauch, der Wuchshöhen von 30 bis 50 Zentimetern erreicht. Die Sprossachsen sind aufsteigend oder aufrecht.
Die nadelartigen Laubblätter sind wenigstens bis zur Mitte gegenständig angeordnet, was typisch für diese Art ist. Die 5 bis 11 Millimeter breiten und 0,5 bis 11 Millimeter langen Blattspreiten sind kahl, behaart oder drüsenhaarig und am Rand oft umgerollt. Je Laubblatt sind zwei Nebenblätter und kleine beblätterte Sprosse in den Blattachseln vorhanden. Nebenblätter und Laubblätter wirken wie in Wirteln stehende Blätter.

### Generative Merkmale
Die Blütezeit reicht von April bis Juni. Im Blütenstand sind die Blätter wesentlich kleiner. Die Blütenstiele sind wesentlich länger als die darunter stehenden Blätter.
Die zwittrigen Blüten sind radiärsymmetrisch und fünfzählig mit doppelter Blütenhülle. Von den fünf Kelchblättern sind die zwei äußeren sehr klein und die inneren drei groß. Die fünf freien, gelben Kronblätter sind 5 bis 8 Millimeter lang. Es sind viele Staubblätter vorhanden.

### Chromosomenzahl
Die Chromosomenzahl beträgt 2n = 32.

## Vorkommen
Das Verbreitungsgebiet umfasst den Mittelmeerraum bis zum Schwarzen Meer. Es gibt Fundortangaben für Marokko, Algerien, Tunesien, Libyen, Ägypten, die Sinai-Halbinsel, das Gebiet von Israel, Jordanien, Libanon und Syrien, die Türkei, Zypern, Kreta, Griechenland, Montenegro, Albanien, Slowenien, Serbien, Portugal, Spanien, Frankreich, Korsika, Sardinien, Sizilien, Italien und die Krim.
Das Thymianblättrige Nadelröschen gedeiht meist in Garigues und Felsfluren.

## Taxonomie
Die Erstveröffentlichung erfolgte 1753 unter dem Namen (Basionym) Cistus thymifolius durch Carl von Linné in Species Plantarum, Tomus I, Seite 528. Die Neukombination zu Fumana thymifolia (L.) Webb wurde 1838 durch Philip Barker Webb in Iter hispaniense …, Seite 69 veröffentlicht.